# Kronologija Drugog svjetskog rata u Jugoslaviji
Ovaj članak prikazuje kronologiju događaja koji su bili važni za ratne sukobe u Jugoslaviji u sklopu Drugog svjetskog rata i nakon njega.
| 1939.                         | |
| 26. kolovoza                  | Sporazum Cvetković-Maček kojim je nastala Banovina Hrvatska.                                                                       |
| 1. rujna                      | Napadom Njemačke na Poljsku započinje Drugi svjetski rat u Europi.                                                                 |
| 1940.                         | |
| 28. listopada                 | Italija započinje napad na Grčku, a vlada Kraljevine Jugoslavije se proglašava neutralnom u tom sukobu.                            |
| 1941.                         | |
| 25. ožujka                    | Vlada Dragiše Cvetkovića potpisom Jugoslaviju priključuje Trojnom paktu.                                                           |
| 27. ožujka                    | Nakon višednevnih demonstracija pučem srušena jugoslavenska vlada i postavljena nova pod generalom Dušanom Simovićem.              |
| 5. travnja                    | Napadom njemačkih snaga na jugoslavenski garnizon u Đerdapu započinje Travanjski rat.                                              |
| 6. travnja                    | Bombardiranje Beograda. |
| 8. travnja                    | Bjelovarski ustanak protiv jugoslavenske vlasti.                                                                                   |
| 10. travnja                   | Njemačke snage ulaze u Zagreb, a Slavko Kvaternik proglašava Nezavisnu Državu Hrvatsku.                                            |
| 15. travnja                   | Talijanske snage počinju prelaziti jugoslavensku granicu.                                                                          |
| 17. travnja                   | Kapitulacija jugoslavenskih oružanih snaga.                                                                                        |
| 22. lipnja                    | U šumi Brezovica kraj Siska formiran Prvi sisački partizanski odred.                                                               |
| 4. srpnja                     | U Beogradu vodstvo KPJ donosi odluku o pokretanju općeg ustanka.                                                                   |
| 7. srpnja                     | Ustanak u Srbiji. |
| 13. srpnja                    | Ustanak u Crnoj Gori. |
| 22. srpnja                    | Ustanak u Sloveniji. |
| 27. srpnja                    | Ustanci u Bosni i Hercegovini i Hrvatskoj.                                                                                         |
| 11. listopada                 | Ustanak u Makedoniji. |
| 21. listopada                 | Masakr u Kragujevcu. |
| 21. prosinca                  | U Rudom formirana Prva proleterska brigada NOVJ.                                                                                   |
| 1942.                         | |
| 31. siječnja                  | Igmanski marš. |
| 1. travnja-25. travnja        | Operacija Trio, njemačko-ustaško-domobranska operacija čišćenja istočne Bosne od partizana i četnika.                              |
| 21. svibnja                   | Dva aviona s pilotima Zrakoplovstva NDH bježe partizanima i tako stvaraju partizanske zrakoplovne jedinice.                        |
| 10. rujna                     | U Podgori kraj Makarske formirana Mornarica NOVJ.                                                                                  |
| 1. studenoga                  | Formirane prve divizije i korpusi NOVJ.                                                                                            |
| 4. studenoga                  | Partizanske snage u okviru bihaćke operacije zauzimaju Bihać.                                                                      |
| 26. i 27. studenoga           | U Bihaću održano Prvo zasjedanje AVNOJ-a.                                                                                          |
| 1943.                         | |
| 20. siječnja                  | Početak četvrte neprijateljske ofenzive. (Neretva)                                                                                 |
| 15. svibnja                   | Početak pete neprijateljske ofenzive. (Sutjeska)                                                                                   |
| 8. rujna                      | Kapitulacija Italije. |
| 10. rujna                     | Ante Pavelić objavljuje Državnopravnu izjavu o razrješenju Rimskih ugovora i povratu čitave Dalmacije Nezavisnoj Državi Hrvatskoj. |
| 25. i 26. rujna               | NOO za Istru u Pazinu donio Odluku o pripajanju Istre, Rijeke, Zadra i otoka matici zemlji Hrvatskoj.                              |
| 29. studenoga                 | Drugo zasjedanje AVNOJ-a. |
| 1944.                         | |
| 8. svibnja                    | U Topuskom održano zasjedanje ZAVNOH-a na kome je formirana Federalna država Hrvatska.                                             |
| 25. svibnja                   | Desant na Drvar. |
| 16. lipnja                    | Sporazum Tito-Šubašić. |
| 13. listopada - 17. listopada | Bitka za Koprivnicu |
| 20. listopada                 | Snage NOVJ ulaze u Beograd. |
| 1945.                         | |
| 7. ožujka                     | Josip Broz Tito imenovan za premijera Jugoslavije.                                                                                 |
| 31. ožujka                    | Ofenzivom 4. armije JA u Lici započinju Završne operacije u Jugoslaviji.                                                           |
| 6. travnja                    | Tijekom sarajevske operacije snage JA ulaze u Sarajevo.                                                                            |
| 12. travnja                   | Probijen srijemski front. |
| 3. svibnja                    | Snage JA ulaze u Rijeku. |
| 4. svibnja                    | Snage JA ulaze u Trst. |
| 8. svibnja                    | Snage JA ulaze u Zagreb. |
| 15. svibnja                   | Predaja snaga NDH kod Bleiburga u Austriji. Početak tzv. Blajburškog masakra, odnosno Križnog puta.                                |
| 25. svibnja                   | Predajom ustaško-domobranskog garnizona u Odžaku prestaje organizirani otpor osovinskih snaga u Jugoslaviji.                       |
| 1946.                         | |
|                               | |
| 1947.                         | |
| 10. veljače                   | Potpisan Pariški mirovni ugovor kojim je Jugoslavija od Italije dobila područja na istočnoj obali Jadrana.                         |